# Violette imperiali (film 1952)
Violette imperiali (Violetas imperiales) è un film del 1952 diretto da Richard Pottier.

## Trama
A Granada la giovane gitana Violetta predice a Eugenia de Montijo che presto porterà la corona di regina. Poco tempo dopo Eugenia parte per Parigi dove incontra e suscita l'interesse di Napoleone III che le chiede di sposarlo. Eugenia chiama presso di sé Violetta e ne fa la sua dama di compagnia. Juan de Ayala, cugino di Eugenia, corteggia insistentemente quest'ultima dopo averla vista danzare, ma non è disposto a sposarla; lei resiste ad ogni lusinga. 
Dopo la celebrazione delle nozze imperiali, Violetta, creata baronessa, vorrebbe tornare in Spagna, ma le arriva la notizia di un imminente attentato alla vita dell'imperatrice. Non potendo fare in tempo ad avvertirla, si sostituisce a lei nella carrozza che dovrebbe portarla a una cerimonia, ma lungo la strada esplode una bomba e lei rimane gravemente ferita. Colpito da questo atto di devozione, Juan si ravvede e decide di sposarla. Una festa di nozze spagnola tra fiori e canzoni corona il sogno d'amore di Violetta.